# Riserva naturale integrale dello Tsaratanana
La Riserva naturale integrale dello Tsaratanana è un'area naturale protetta del Madagascar settentrionale (provincia di Antsiranana).

## Territorio
È una riserva naturale integrale, cioè interdetta al pubblico e visitabile solo per scopi scientifici, che protegge un'area di foresta pluviale di alta montagna situata sull'omonimo massiccio montuoso. Al suo interno ricade il monte Maromokotro  (2.876 m), la più alta montagna del Madagascar.
L'area protetta è attraversata da numerosi fiumi, tra cui il Bemarivo, il Sambirano e il Mahavavy, l'Ifasy e il Maevarano.

## Flora
La vegetazione della riserva varia in funzione dell'altitudine.
La zona al di sotto dei 2.000 m è coperta da una fitta foresta pluviale che oltre ad essenze pregiate come l'ebano (mapingo) e il palissandro (Magnary), ospita numerose palme come il kindro (Dypsis ampasindavae) o  l'endemica Dypsis tsaratananensis.
Tra i 2.000 e i 2.500 m la foresta pluviale montana, dominata da specie delle famiglie Podocarpaceae, Cunoniaceae e Pandanaceae (Pandanus tazoanii, Pandanus maromokotraensis), si alterna a boschi di bamboo.
Al di sopra dei 2.500 m prevale la cosiddetta "macchia ericoide". Si tratta un ecosistema di alta montagna, rinvenibile soltanto sulle parti sommitali dei massicci montuosi del Madagascar settentrionale (Tsaratanana, Marojejy, Ankaratra e Andringitra), caratterizzato dalla predominanza di specie delle famiglie Asteraceae (Psiadia spp., Helichrysum spp., Stoebe spp., Stenocline spp.), Ericaceae (Erica spp., Agauria spp., Vaccinum spp.), Podocarpaceae (Podocarpus spp.), Rhamnaceae (Phylica spp.) e Rubiaceae. 
La foresta montana è ricca di piante epifite (Medinilla spp., Bakerella spp., Viscum spp. e Rhypsalis spp.)  tra cui molte Orchidaceae quali Bulbophyllum spp., Aerangis spp., Angraecum spp. (Angraecum acutipetalum,Angraecum dendrobiopsis).
È presente anche una vasta comunità di licheni e briofite.
Nella riserva sopravvivono popolazioni esigue di alcune specie in pericolo di estinzione come il podocarpo di Humbert (Podocarpus humbertii) e il palissandro dello Tsaratanana (Dalbergia tsaratananensis), di cui sopravvivono poche popolazioni frammentate, tutte confinate all'interno dell'area protetta

## Fauna
Tra i mammiferi sono presenti diverse specie di lemuri tra cui l'apalemure occidentale (Hapalemur occidentalis), l'apalemure grigio (Hapalemur griseus), il lemure macaco (Eulemur macaco macaco) (in malgascio ankomba), il lemure bruno (Eulemur fulvus), il microcebo rosso (Microcebus rufus), il lepilemure dalla schiena grigia (Lepilemur dorsalis), il valuvi di Pariente (Phaner parienti), il chirogaleo maggiore (Cheirogaleus major) e l'aye-aye (Daubentonia madagascariensis).
Degna di menzione inoltre la presenza del raro tenrec Microgale jobihely, che ha il suo areale esclusivo sui versanti sud-occidentali del massiccio, del più comune Tenrec ecaudatus e del ratto di foresta Nesomys rufus.
L'avifauna annovera oltre una novantina di specie tra cui l'astore del Madagascar (Eutriorchis astur), il barbagianni del Madagascar (Tyto soumagnei), la ghiandaia di Crossley (Atelornis crossleyi) e la falsa nettarinia ventregiallo (Neodrepanis hypoxantha).

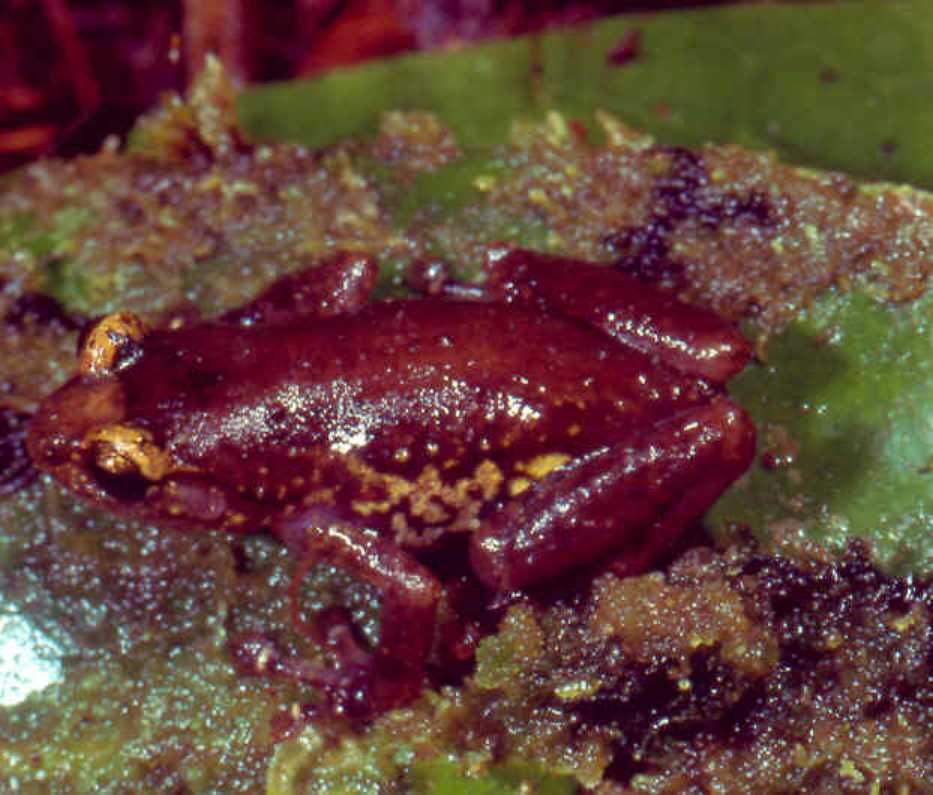
Cophyla tsaratananaensis,
rana endemica della Riserva

Tra i rettili è  da segnalare la presenza dei camaleonti Calumma guibei, endemismo puntiforme della riserva e  Brookesia betschi.
 
La riserva è un centro di biodiversità per gli anfibi, con numerose specie di rane, tutte endemiche del Madagascar, alcune presenti solo nel territorio della riserva (endemismi puntiformi) o in poche altre aree protette del nord dell'isola: Boophis axelmeyeri, Boophis andreonei, Boophis blommersae, Boophis sambirano, Boophis septentrionalis, Cophyla berara, Gephyromantis ambohitra, Gephyromantis horridus, Gephyromantis tandroka, Gephyromantis zavona, Heterixalus carbonei, Mantella manery, Mantella nigricans, Mantidactylus ambreensis, Mantidactylus opiparis, Cophyla alticola (endemismo puntiforme), Cophyla milloti, Cophyla tsaratananaensis (endemismo puntiforme), Plethodontohyla tuberata, Rhombophryne guentherpetersi, Rhombophryne minuta, Rhombophryne serratopalpebrosa, Spinomantis massorum, Rhombophryne gimmeli.